# Tylophorinae
Tylophorinae es una subtribu de plantas  perteneciente a la familia Apocynaceae (orden Gentianales).  Esta subtribu tiene los siguientes géneros.

## Géneros
| - Belostemma - Biondia - Blyttia - Diplostigma - Goydera | - Ischnostemma - Pentabothra - Pentatropis - Pleurostelma - Podostelma | - Rhyncharrhena - Sphaerocodon - Strobopetalum - Tylophora - Vincetoxicum |